# Digitální tisk

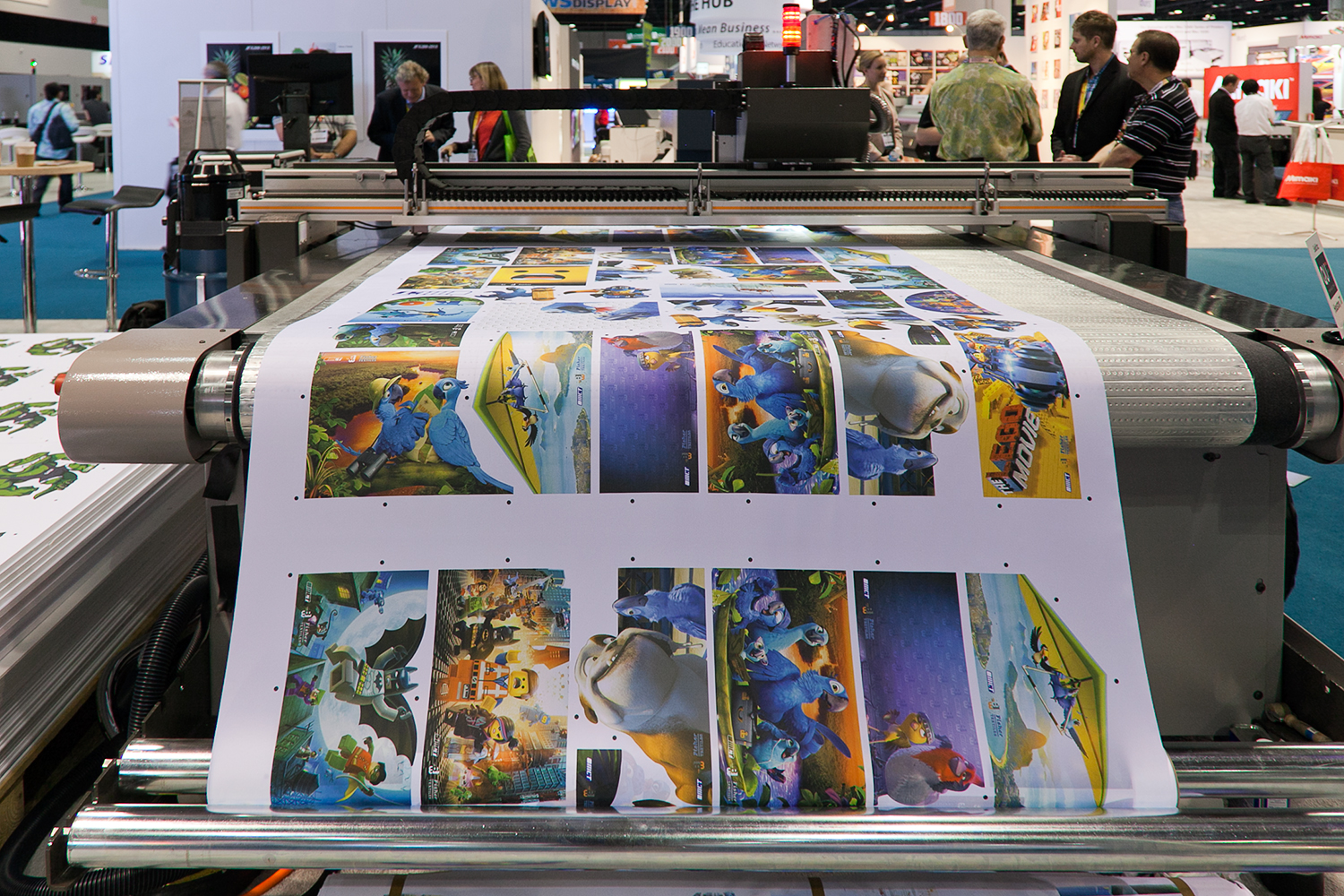
Velkoformátový digitální tisk

Digitálním tiskem se rozumí tiskové způsoby, které umožňují bez dalšího mezikroku vytvořit tiskoviny již od jednoho kusu přímo z počítače. Hlavní rozdíl mezi digitálním tiskem a staršími formami tisku (např. litografií, xerografií či knihtiskem) je fakt, že nevyužívá tiskovou formu, kterou by bylo nutné před tiskem připravit. Digitální tisk představuje převedení textu či obrázků z digitální do fyzické podoby.
Digitální tisk v současné době nahrazuje tisk ofsetový pro publikace v malých nákladech, hranice pro efektivitu se neustále zvyšuje[zdroj⁠?!], v současné době[kdy?] je mezi 1 a 3 tisíci pro černobílý tisk a 200–800 ks pro tisk barevný.
Digitální tisk je ve většině případů prováděn na bázi laserového tisku suchými tonery, které vyrábějí téměř všichni velcí výrobci domácích a kancelářských zařízení, Hewlett-Packard je průkopníkem ve výrobě inkoustových strojů, které na rozdíl od domácích tiskáren obraz vytvářejí plošně — hlava s tryskami se nepohybuje nad papírem, ale je statická.

## Vlastnosti digitálního tisku
Hlavní výhodou digitálního tisku je jeho schopnost personalizovaného tisku variabilních dat – každý jednotlivý výtisk se může lišit bez nutnosti vytvářet novou tiskovou formu (příkladem je např. tisk vícestránkového dokumentu). Je zde také větší prostor pro chyby, protože náklady na úpravu vstupních dat a nový upravený výtisk jsou ve srovnání s ofsetovým tiskem výrazně nižší. Na rozdíl od starších forem tisku je digitální tisk spojen s jednoduchou předtiskovou přípravou a kontrolou, což vede také k velké rychlosti tisku. Díky tomu, že není třeba připravovat nákladně tiskovou formu, je také v malých objemech digitální tisk levnější.
Na druhou stranu snadná dostupnost kontrolních výtisků vede často k lehkomyslnému spoléhání se na schopnosti RIPů a jejich obsluhy a k neuspokojivým výsledkům. Často k tomu dochází vynecháním spadávek při požadavku na tisk až k okraji papíru, vytvářením nekorektních PDF z kancelářských aplikací (častý je problém s nekvalitní průhledností objektů nebo vynecháním pozadí) a dále k používání RGB barev nacházejících se mimo gamut tiskového procesu (syté a zářivé barvy jako reflexní modrá, zelená a oranžová).
Nejčastějším problémem digitisku pak bývá jeho kvalita při tisku ploch, kdy zařízení nejsou schopna vytvořit konstantní plochy s vyšším pokrytím, typicky nad 50 %. Naopak za kvalitnější se považuje výstup běžný černobílý, který má větší kontrast oproti ofsetovému tisku. Digitální tisk také není možné provádět na všechny materiály a tisk o vyšším objemu by také byl dražší než např. ofsetový tisk, kde se náklady na výtisk snižují s rostoucím objemem. 

## Využití digitálního tisku
Digitální tisk se nejvíce uplatňuje při domácím a kancelářském tisku v malých objemech. Uplatňuje se ale např. i při tisku knih, protože knihy vytištěné na digitálních strojích se na rozdíl od ofsetu již nemusejí seskládat a tím se snižují náklady na tisk a zvyšuje rychlost výroby. Digitálně zhotovenou knihu lze připravit během jediného dne oproti týdnu při tisku klasickým tiskem.